# Zhang Yueran
Dans ce nom, le nom de famille précède le nom personnel.
Zhang Yueran (en chinois simplifié : 张悦然), née le 7 novembre 1982 à Jinan, est une écrivaine romancière et professeure de littérature chinoise.

## Biographie
Originaire du Shandong, Zhang Yueran est la seule fille de ses parents. Son père, passionné de littérature, est professeur à l'université du Shandong. Elle intègre le lycée expérimental du Shandong, puis l'université du Shandong, et l'université nationale de Singapour. 
Depuis 2008, Zhang Yueran est la rédactrice en chef du magazine littéraire Newriting, qui réunit le meilleur des magazines de belles-lettres en Chine. Elle est professeure d'études littéraires à l'université Renmin de Chine. L'écrivaine est également inscrite au programme de doctorat en littérature chinoise de l'université de Pékin, à la suite d'un mécénat privé.

## Carrière littéraire
Zhang Yueran a publié les recueils de nouvelles Sunflower Got Lost in 1890 (2003) et Ten Tales of Love (2004), ainsi que plusieurs romans dont Cherry's Distance (2004), The Narcissus has Gone Riding a Carp (2005) et Bird Under Oath (2006), nommé meilleur roman de saga dans le classement des romans chinois de 2006,. En 2001, elle remporte le concours d'écriture New Concept Writing Competition organisé par le magazine Mengya. Elle est souvent associée au mouvement d'auteurs chinois à succès connu sous le nom de génération « post-80, ».
En 2011, elle participe à l'International Writing Program (en) au sein de l'université de l'Iowa à Iowa City.
L'œuvre littéraire de Zhang Yueran est traduite pour la première fois en France en 2019, avec la publication de son roman Le Clou (publié en chinois en 2016). Li Jiaqi et Cheng Gong, jeunes trentenaires, se connaissent depuis l’enfance. Ils se retrouvent et évoquent les souvenirs d'une jeunesse marquée par la Révolution culturelle. Une fresque sur la construction de la Chine contemporaine, où persistent de nombreux stigmates,. Zhang Yueran commence le roman en 2011. Le titre fait référence à une histoire dont son père a été témoin. Cette histoire est le sujet de la première nouvelle écrite par ce dernier sous le titre, Le Clou.

### Textes originaux
Les traductions en anglais ne correspondent pas à une publication de l'œuvre traduite en anglais mais à une traduction possible du titre chinois en anglais.
- "葵花走失在1890", Sunflower Got Lost in 1890, 2003
- "樱桃之远", Cherry's Distance, 2004
- "是你来检阅我的忧伤了吗", You Come to My Sorrow
- "十爱", Ten Tales of Love, 2004
- "水仙已乘鲤鱼去", The Narcissus has Gone Riding a Carp, 2005
- "誓鸟", Bird Under Oath, 2006
- "鲤系列 ", Carp Series
- "昼若夜房间", A Room of Day and Night

### Traductions françaises
- Zhang Yueran (trad. Dominique Magny-Roux), Le Clou [« Jian - 茧 »], Zulma,‎ 2019, 592 p. (ISBN 9782843048708).
- Zhang Yueran (trad. Lucie Modde), L’Hôtel du Cygne [« Tian e lü guan - 天鹅旅馆 »], Zulma,‎ 2021, 160 p. (ISBN 979-10-387-0054-3)[12].

## Récompenses
- 2005 : Prix du talent le plus prometteur dans la presse chinoise
- 2006 : Prix de littérature du printemps
- 2008 : Prix de littérature populaire de la Coupe Mao-Tai